# Dichapetalum ugandense
Dichapetalum ugandense är en tvåhjärtbladig växtart som beskrevs av M. B. Moss. Dichapetalum ugandense ingår i släktet Dichapetalum och familjen Dichapetalaceae. Inga underarter finns listade i Catalogue of Life.